# Myrtle Reed

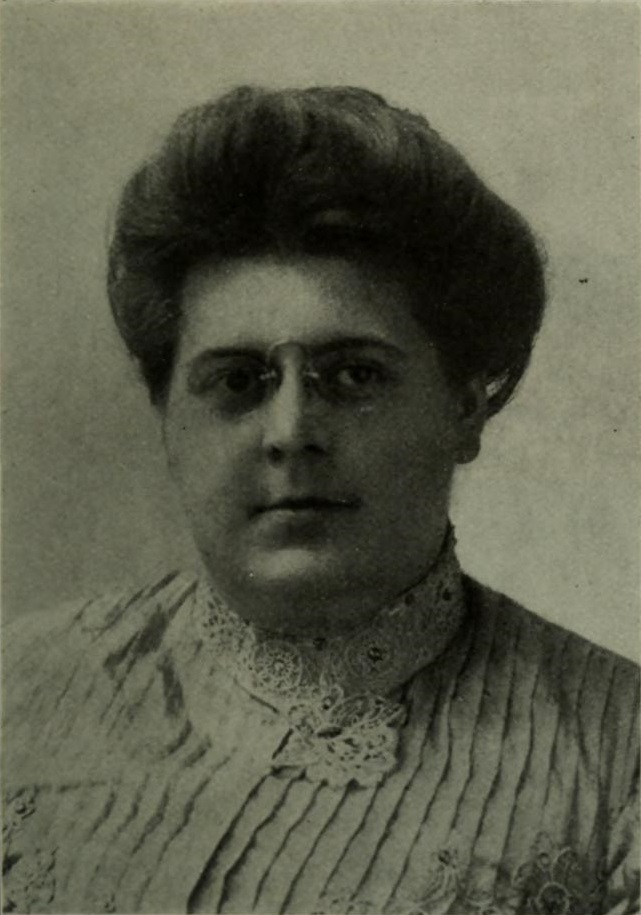
Portrait von Myrte Reed

Myrtle Reed (* 27. September 1874 in Chicago; † 17. August 1911) war eine US-amerikanische Autorin. Einige ihrer Werke verfasste sie unter dem Pseudonym Olive Green.

## Leben
Sie wurde 1874 als Tochter von Elizabeth Armstrong Reed und dem Priester Hiram von Reed in Chicago geboren, wo sie auch ihre Schulausbildung absolvierte. 1906 heiratete sie James Sydney McCullough.
Myrtle Reed starb 1911 an einer Überdosis unbekannter Substanzen im Alter von 36 Jahren.

## Werke
Veröffentlichungen als Myrtle Reed
- Love Letters of a Musician (1899)
- Later Love Letters of a Musician (1900)
- The Spinster Book (1901)
- Lavender and Old Lace (1902; Neuauflage 1907)
- Pickaback Songs (1903)
- The Book of Clever Beasts (1904)
- The Master's Violin (1904)
- At the Sign of the Jack o' Lantern (1905)
- A Spinner in the Sun (1906, Neuauflage 1909)
- Love Affairs of Literary Men (1907)
- Old Rose and Silver (1909)
- Master of the Vineyard (1910; Neuauflage 1911)
- Sonnets to a Lover (1910)
- A Weaver of Dreams (1911)
- Threads of Grey and Gold (1913)

Veröffentlichungen unter dem Pseudonym Olive Green
- What to Have for Breakfast (1905)
- How to Cook Fish (1908)
- How to Cook Meat and Poultry
- One Thousand Simple Soups (1907)

Postum erschienene Werke
- Everyday Desserts (1911)
- Myrtle Reed Cookbook (1916)